# Gerry M. Roxas
Gerardo Manuel de Leon Roxas (Manilla, 25 augustus 1924 - New York, 19 april 1982), beter bekend als Gerry Roxas was een Filipijns advocaat en politicus. Roxas was een zoon van voormalig president van de Filipijnen Manuel Roxas en de vader van senator Manuel "Mar" Roxas II.

## Biografie
Gerardo Roxas werd geboren op 25 augustus 1924 in de Filipijnse hoofdstad Manilla. Zijn ouders waren Trinidad de Leon, een dochter van voormalig senator Ceferino de Leon en Manuel Roxas, voormalig president van de Filipijnen. Gerardo voltooide in 1949 na zijn lagere- en middelbareschoolopleiding aan het De La Salle College en het Ateneo de Manila een bacheloropleiding rechten aan de University of the Philippines. Ook slaagde hij dat jaar voor het toelatingsexamen voor de Filipijnse balie (bar exam).
Gerardo Roxas werd in 1957 gekozen in het Filipijns Huis van Afgevaardigden namens het eerste kiesdistrict van Capiz. In 1961 werd hij herkozen voor een nieuwe vierjarige termijn in het Huis. Aan het einde van zijn tweede termijn behaalde hij namens de Liberal Party het meeste stemmen bij de Senaatsverkiezingen van 1963. In 1968 werd Roxas gekozen tot partijleider van de Liberal Party en een jaar later werd hij als enige Liberal gekozen in de Senaat. In de Senaat was hij minority floor leader en diende hij als voorzitter van de Senaatscommissie voor Financiën en was hij voorzitter van de Commissie voor Belastingen met afgevaardigden van het Filipijns Congres en de Filipijnse regering. Zijn termijn als senator kwam ten einde toen het Filipijnse Congres in 1972 werd ontbonden nadat president Ferdinand Marcos de staat van beleg uitriep. Nadien zette hij zich in om de democratie in de Filipijnen terug te laten keren. Hij was onder andere medevoorzitter van de United Nationalist Democratic Organization (UNIDO), een parapluorganisatie van de Filipijnse oppositie.
Roxas overleed op 19 april 1982, op 57-jarige leeftijd, in het Lenox Hill Hospital in New York aan de complicaties van een levertumor. Roxas was getrouwd met Judy Araneta en kreeg met haar een dochter en twee zonen. Beide zonen werden net als hun vader en grootvader politicus. Zijn zoon Manuel "Mar" Roxas was onder meer senator en minister van binnenlandse zaken. Zijn andere zoon, Gerardo "Dinggoy" Roxas jr. werd gekozen in het Filipijns Huis van Afgevaardigden. Na zijn dood in 1982 werd de door Roxas opgerichte ngo Roxas Educational and Welfare Committee, Inc. omgevormd in de Gerry Roxas Foundation (GRF). De GRF is een organisatie die zich richt op regionale, nationale en internationale programma's die leiderschapsontwikkeling, gerechtigheid en vrede en goed bestuur proberen te bevorderen.
- International Standard Name Identifier: 0000 0000 7963 8437
- Library of Congress Control Number: n2007203974
- Virtual International Authority File: 121045670
- WorldCat: E39PBJfcHH8Hxwvp36TMYmTbVC